# Estación de Alcântara-Terra
La Estación Ferroviaria de Alcântara-Terra es una plataforma ferroviaria integrada en la Línea de Cintura, en Lisboa, Portugal, siendo término del servicio “Línea de Azambuja” de la CP Urbanos de Lisboa.

## Descripción

### Localización y accesos
La estación se encuentra junto a la Avenida de Ceuta, en Lisboa.

### Vías y plataformas
En enero de 2011, contaba con cuatro vías de circulación, con 216 a 316 metros de longitud; las plataformas tenían 40 y 90 centímetros de altura, y 90 y 210 metros de extensión.

### Paso Superior de Alcântara
Entre 1991 y 2008, existió un paso superior entre esta plataforma y la Estación de Alcântara-Mar, y el supermercado Pão de Açucar de Alcântara.

## Historia

### Construcción e inauguración
Fue construida en el lugar donde funcionó la Fábrica de Refinado de Salitre y, posteriormente, el Archivo General de la Secretaria de la Guerra. Inaugurada el 2 de abril de 1887, como la estación terminal del trazado original de la Línea de Sintra, sirvió de terminal para la Línea del Oeste y el Ramal de Sintra hasta el 11 de julio de 1890, fecha en que la Estación del Rossio abrió al servicio. En ese momento, la conexión entre esta estación y el centro de Lisboa estaba asegurada por una línea de carros americanos, que terminav+ba en Alcântara. En el momento de su construcción, contaba ya con la marquesina de vidrio, y con una cochera con capacidad para 24 vagones.

### sigloXX
En 1902, fue instalado, en esta estación, un sistema de señalización por discos eléctricos, inventados por Neves Barbosa.
En 1928, esta estación pasó a recibir las remesas de pescado, con el fin de descongestionar la estación de Lisboa - Muelle de los Soldados, para donde eran antes enviadas.
En el año 1933, el edificio de la estación sufrió varias obras de remodelación.
El primer servicio en la Línea de Sintra, realizado por una composición de automotores en Unidades Triples Eléctricas partió de esta estación, en 1958, siendo este acontecimiento recordado en las conmemoraciones de los 120 años de la Línea de Sintra, en 2008.

### sigloXXI

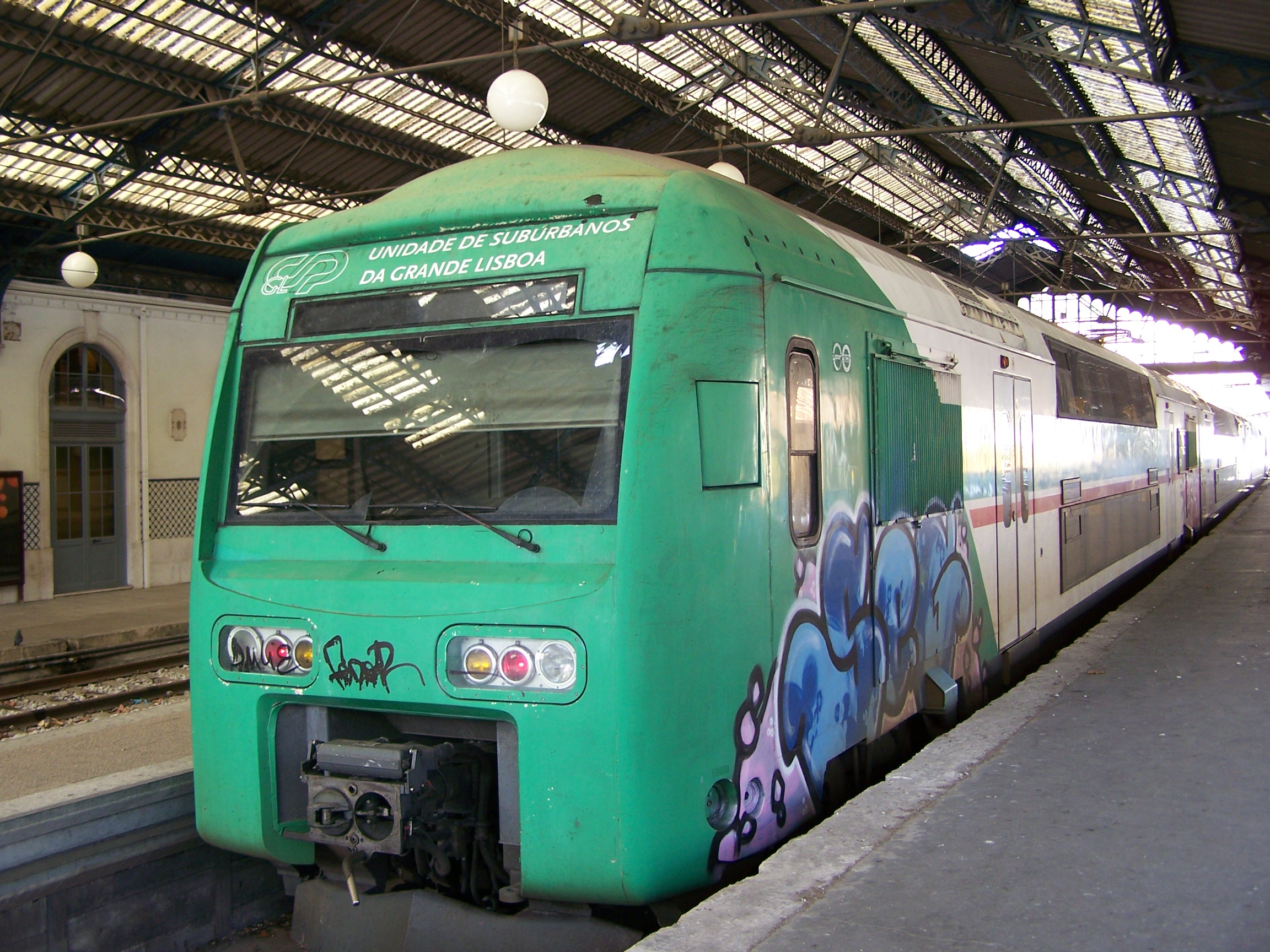
Automotor de la CP Serie 3500 en la Estación de Alcântara-Terra.

En mayo de 2006, la alcaldía de Lisboa presentó varias soluciones para el llamado Nudo de Alcântara, a través de la creación de una paso a distinto nivel entre las Líneas de Cascais y de Cintura. En 2008, el gobierno anunció una inversión de 407 millones de euros para la zona de Alcântara, que consistía, entre otros proyectos, en una intervención ferroviaria, con la creación de un nuevo nudo.
También en ese año, el Banco de Alimentos Contra el Hambre se instaló en los almacenes de la Red Ferroviaria Nacional, junto a la estación.
También en ese año, fue demolido el paso superior entre esta estación y Alcântara-Mar; esta medida, propuesta en 2007 debido al avanzado estado de degradación de la estructura, fue apoyada por los habitantes locales, que consideraban la estructura como una obstrucción visual.
En diciembre de 2009, el paso peatonal inferior entre la estación de Alcântara-Terra y la zona de los muelles fue temporalmente cerrado debido a una inundación.
Previéndose, en 2010, la realización de alteraciones estructurales en esta plataforma, en el ámbito del programa NovAlcântara; entre estas modificaciones, se incluía la construcción de una plataforma subterránea con conexión a la Línea de Cascais, de forma que permitiese servicios continuos entre las estaciones de Cascais, Entrecampos, y la Estación del Oriente, en coordinación con los servicios ferroviarios de alta velocidad.

## Transportes Urbanos en Alcântara-Terra
Autobuses y Eléctricos de vía:
- 712 Alcântara Mar - Santa Apolónia, vía Marqués de Pombal
- 713 Estación de Campolide - Arco del Cego, vía Estrela
- 714 Plaza da Figueira - Outurela, vía Ventanas Verdes
- 727 Restelo - Estación Roma-Areeiro, vía São Bento
- 742 Ayuda - Barrio Madre Deus, vía Arco Cego
- 751 Estación de Campolide - Linda-a-Velha, vía Belém
- 756 Centro de Congresos (Junqueira) - Olaias, vía Plaza de España
- 773 Alcântara - Travesía del Rato, vía Lapa y São Bento

Cerca de la estación, con paradas en la Avenida 24 de julio:
- 15 Plaza da Figueira - Algés, vía Belém
- 18 Muelle del Sodré - Ayuda, vía Alto de Santo Amaro
- 201 Muelle del Sodré - Linda-a-Velha, vía Junqueira
- 720 Calvário - Picheleira, vía Marqués de Pombal
- 732 Caselas - Marqués de Pombal, vía Muelle del Sodré
- 738 Alto de Santo Amaro - Quinta de los Barros, vía Hosp. Santa Maria
- 760 Gomes Freire - Ayuda, vía Alto de Santo Amaro y Restelo

 La red de comboios Urbanos CP Lisboa sirve a las siguientes estaciones en su recorrido:
- Dentro de Lisboa:
  - Campolide
  - Sete Ríos
  - Entrecampos
  - Roma-Areeiro
  - Chelas
  - Marvila
  - Braço de Prata
  - Oriente

- Fuera de Lisboa
  - En el ayuntamiento de Loures
    - Moscavide
    - Sacavém
    - Bobadela
    - Santa Iría de Azóia

  - En el ayuntamiento de Vila Franca de Xira
    - Póvoa de Santa Iría
    - Alverca
    - Alhandra
    - Vila Franca de Xira
    - Castanheira do Ribatejo